# Desa Purwosari (administrativ by i Indonesien, Jawa Timur, lat -7,80, long 111,49)
Desa Purwosari är en administrativ by i Indonesien.   Den ligger i provinsen Jawa Timur, i den västra delen av landet, 500 km öster om huvudstaden Jakarta.